# Cryptopodia spatulifrons
Cryptopodia spatulifrons is een krabbensoort uit de familie van de Parthenopidae. De wetenschappelijke naam van de soort is voor het eerst geldig gepubliceerd in 1879 door Miers.